# Brad Turner
Brad Turner é um fotógrafo, diretor e produtor de televisão estadunidense.

## Filmografia

### Televisão
- Stargate Atlantis
- Stargate SG-1
- Alias
- Smallville
- Las Vegas
- 24
- The Outer Limits
- La Femme Nikita
- Andromeda
- Jeremiah
- Bones
- The Secret Circle
- Homeland
- Nikita
- Alcatraz
- V Wars

### Cinema
- Must Be Santa (1999)
- Human Cargo (2004)
- Species III (2005)
- Prison Break: The Final Break (2009)